# Dirty District (album)
Albums de Slum Village
Best Kept Secret
(2000) Trinity (Past, Present and Future)
(2002)
Dirty District est une mixtape de Slum Village, sortie le 25 juin 2002.
Cet album a servi à promouvoir de nouveaux artistes de la scène hip-hop de Détroit tels que Que-D (cousin de J Dilla),  Phat Kat, Guilty Simpson ou encore Black Milk.
Il s'est classé 25e au Top Independent Albums, 34e au Top Heatseekers et 78e au Top R&B/Hip-Hop Albums.

## Liste des titres
| No  | Titre                                              | Interprète(s)                                  | Durée |
| --- | -------------------------------------------------- | ---------------------------------------------- | ----- |
| 1.  | Intro (Produit par T3 et Young RJ Rice)            | Slum Village featuring T3                      | 0:53  |
| 2.  | One (Produit par T3 et Young RJ Rice)              | Slum Village                                   | 2:58  |
| 3.  | Shut Shit Down (Produit par T3 et Young RJ Rice)   | Dale Que Dale                                  | 1:39  |
| 4.  | Me and Mu (Produit par Waajeed)                    | Elzhi featuring Mu                             | 2:57  |
| 5.  | Vip In (Produit par Karriem Riggins)               | Phat Kat                                       | 4:13  |
| 6.  | H.E.A.T. (Produit par Fuzz)                        | B. Flatt                                       | 3:06  |
| 7.  | Throw That D (Produit par T3 et Young RJ Rice)     | Lo Louis                                       | 2:58  |
| 8.  | Freestyle (Produit par T3 et Young RJ Rice)        | Phat Kat                                       | 3:38  |
| 9.  | Real Life (Produit par Black Milk)                 | Slum Village featuring Brown Shoe et Ten Speed | 3:31  |
| 10. | Cock Suckers (Produit par T3 et Young RJ Rice)     | Phat Kat                                       | 2:52  |
| 11. | Big Fella (Produit par T3 et Young RJ Rice)        | Fuzz                                           | 2:48  |
| 12. | Dae Out 2 Get Us (Produit par T3 et Young RJ Rice) | Ray a.k.a. Therow                              | 2:35  |
| 13. | Freestyle (Produit par Waajeed)                    | Slum Village featuring Mu et La Peace          | 3:49  |
| 14. | B.I.G.T.W.I.N.S. (Produit The Alchemist)           | Twin featuring The Alchemist                   | 2:46  |
| 15. | Yesterday (Produit J. Rawls)                       | 3582                                           | 3:22  |
| 16. | Dirty District Theme (Produit par DJ Dez)          | Guilty Simpson featuring Marv                  | 3:38  |